# Rothorn (Grengiols)
Pour les articles homonymes, voir Rothorn.
Le Rothorn est un sommet des Alpes valaisannes, en Suisse, situé à Grengiols, dans le canton du Valais, qui culmine à 2 812 m d'altitude.
Il domine le Steinugletscher au sud et le Saflischtal au nord. Le sommet du Rothorn est situé à 1 500 m au nord-ouest de l'Hillehorn et de la frontière italienne. Alors que le sommet se trouve sur le Demi-district de Rarogne oriental, son versant sud se trouve en partie sur le district de Brigue.